# Pierre-Joseph Denis
Pierre-Joseph Denis (Wasmes, 9 juli 1921 – 8 september 1999) was een Belgisch verzetsman in de Tweede Wereldoorlog.
Vanwege zijn activiteiten werd hij op 3 april 1943 door de Gestapo gearresteerd in Marseille. Via Compiègne werd hij op 27 juni met het eerste Franse konvooi gedeporteerd naar Buchenwald. Vervolgens werd hij overgeplaatst naar het concentratiekamp Dora, waar een ondergrondse fabriek van V2's werd ingericht. Hij kwam er aan op 3 september. Eerst maakte hij promotie tot Vorarbeiter en in december 1943 tot kapo.
Begin 1944 werd Denis dankzij een bevriende bewaker Youb magazijnier. Hij maakte van deze positie gebruik om in de ondergrondse tunnels honderden V2-raketten te saboteren. Met een Poolse collega knipte hij elektriciteitsdraden door en maakte hij inkepingen in de dichtingen van de brandstofreservoirs. Vrezend voor betrapping nam hij Youb in vertrouwen en werd hij eind februari overgeplaatst naar de steengroeve ten noorden van Ilfeld. Door zich voor te doen als een chemicus die Duits beheerste en dankzij de tussenkomst van de Tsjech Jan Cespiva, kreeg hij een aanstelling in het laboratorium van de ziekenboeg. Opnieuw begon hij met sabotageacties, daartoe aangespoord door zijn Franse vriend Marcel Petit. Hij stond in contact met diverse andere verzetslieden, onder wie zijn Belgische medegevangene Joseph Woussen.
Denis overleefde de vreselijke kampomstandigheden tot de bevrijding van Dora in april 1945. Hij overleed in 1999 op 78-jarige leeftijd.

## Voetnoten
1. ↑  Fiche in Arolsen Archives